# Mikk Reintam
Mikk Reintam, född 22 maj 1990 i Tallinn, är en estländsk fotbollsspelare som sedan 2016 spelar i tjeckiska Třinec. Han har gjort 11 landskamper för Estlands landslag.

## Meriter
Flora Tallinn
- Estländska cupen: 2009